# Falsomalthinus klapperichi
Falsomalthinus klapperichi es una especie de coleóptero de la familia Cantharidae.

## Distribución geográfica
Habita en Indonesia.